# Draft juniorů KHL 2010
Draft juniorů KHL 2010 byl druhý ročník draftu KHL, který se konal 4. června 2010. Draftu se mohli zúčastnit hokejisté celého světa ve věku mezi 17 a 21 lety. Jedničkou draftu se stal český hokejista Dmitrij Jaškin, kterého si vybral tým Sibir Novosibirsk.

## Zrušené výběry
Tři výběry byli později vedením ligy zrušeny.
- Výběr týmu HC CSKA Moskva - Mikael Backlund
- Výběr týmu Sibir Novosibirsk - Philip Larsen
- Výběr týmu Lokomotiv Jaroslavl - John Tavares

Důvodem anulování těchto výběrů bylo to, že hráči měli smlouvu v NHL.

## Výběry v draftu 2010

### 1. kolo
| #  | Hráč                           | Stát      | Tým KChL                | Amatérský tým                             |
| -- | ------------------------------ | --------- | ----------------------- | ----------------------------------------- |
| 1  | Dmitrij Jaškin (útočník)       | Česko     | Sibir Novosibirsk       | HC Slavia Praha, Česká Extraliga          |
| 2  | Sami Vatanen (obránce)         | Finsko    | Metallurg Novokuzněck   | JYP, SM-liiga                             |
| 3  | Dmitrij Ismagilov (útočník)    | Rusko     | Amur Chabarovsk         | Mečel čeljabinsk                          |
| 4  | Maxim Aljapkin (brankář)       | Rusko     | Viťjaz Čechov           | Viťjaz Čechov -93                         |
| 5  | Martin Marinčin (obránce)      | Slovensko | HK Avtomobilist         | HK Orange 20, Slovenská Extraliga         |
| 6  | Alexej Šubkin (útočník)        | Rusko     | Lokomotiv Jaroslavl     | Lokomotiv Jaroslavl -93                   |
| 7  | Alexej Šamin (útočník)         | Rusko     | Lokomotiv Jaroslavl     | Lokomotiv Jaroslavl -93                   |
| 8  | Tomáš Kubalík (útočník)        | Česko     | Sibir Novosibirsk       | Victoriaville Tigres, QMJHL               |
| 9  | Alexandr Torjanik (útočník)    | Rusko     | Torpedo Nižnij Novgorod | HK Belgorod                               |
| 10 | Tomáš Pek (brankář)            | Slovensko | SKA Pietari             | HC Slovan Bratislava, Slovenská Extraliga |
| 11 | Sebastian Eriksson (obránce)   | Švédsko   | SKA Pietari             | Timrå IK, Elitserien                      |
| 12 | David Musil (obránce)          | Česko     | SKA Pietari             | Vancouver Giants, WHL                     |
| 13 | Joonas Donskoi (útočník)       | Finsko    | Avangard Omsk           | Oulun Kärpät, SM-liiga                    |
| 14 | Michael Vishnevetsky (brankář) | USA       | Spartak Moskva          | Texas Tornado, NAHL                       |
| 15 | Maxim Šalunov (útočník)        | Rusko     | Traktor Čeljabinsk      | Traktor Čeljabinsk -93                    |
| 16 | Denis Perevozčikov (útočník)   | Rusko     | Ak Bars Kazaň           | Ak Bars Kazaň -93                         |
| 17 | Adam Larsson (obránce)         | Švédsko   | Lokomotiv Jaroslavl     | Skellefteå AIK, Elitserien                |
| 18 | Andrej Pedan (obránce)         | Rusko     | OHK Dynamo              | Dynamo Moskva -93                         |
| 19 | Nail Jakupov (útočník)         | Rusko     | Neftehimik Nižnekamsk   | Neftehimik Nižnekamsk -93                 |
| 20 | Anton Zlobin (hyökkäjä)        | Rusko     | OHK Dynamo              | Spartak Moskva -93                        |
| 21 | David Bondra (útočník)         | Slovensko | Metallurg Magnitogorsk  | Washington Jr. Nationals, AJHL            |
| 22 | Nikita Něstěrov (obránce)      | Rusko     | Traktor Čeljabinsk      | Traktor Čeljabinsk -93                    |
| 23 | Ludvig Rensfeldt (útočník)     | Švédsko   | Salavat Julajev Ufa     | Brynäs IF, Elitserien                     |
| 24 | Martin Frk (útočník)           | Česko     | Jugra Chanty-Mansijsk   | HC Energie Karlovy Vary, Česká Extraliga  |

### 2. kolo
| #  | Hráč                          | Stát      | Tým KChL               | Amatérský tým                        |
| -- | ----------------------------- | --------- | ---------------------- | ------------------------------------ |
| 25 | Andrej Makarov (brankář)      | Rusko     | HK Atlant              | Lada Toljatti -93                    |
| 26 | Nikolaj Prohorkin (útočník)   | Rusko     | Viťjaz Čechov          | Viťjaz Čechov -93                    |
| 27 | Fjodor Beljakov (obránce)     | Rusko     | Metallurg Novokuzněck  | HK Krylja Sovetov Moskva             |
| 28 | Alexandr Petrov (útočník)     | Rusko     | Viťjaz Čechov          | Viťjaz Čechov -93                    |
| 29 | Sergej Abramov (útočník)      | Rusko     | Amur Chabarovsk        | Molot-Prikamje Perm                  |
| 30 | Andrej Nestrašil (útočník)    | Česko     | Sibir Novosibirsk      | Victoriaville Tigres, QMJHL          |
| 31 | Artěm Sergejev (obránce)      | Rusko     | TsSKA Moskva           |                                      |
| 32 | Vitalij Děmakov (obránce)     | Rusko     | Traktor Čeljabinsk     | Traktor Čeljabinsk -93               |
| 33 | Stanislav Lopačuk (útočník)   | Bělorusko | Dynamo Minsk           | Junost Minsk, Ekstraliga             |
| 34 | Maxim Zvěrev (obránce)        | Rusko     | Severstal Čerepovec    | Chicago Young Americans, High School |
| 35 | Eduard Agejev (útočník)       | Rusko     | Spartak Moskva         | Molot-Prikamje Perm -93              |
| 36 | Kirill Kapustin (útočník)     | Rusko     | Lokomotiv Jaroslavl    | Lokomotiv Jaroslavl -93              |
| 37 | Edijs Leitans-Rinke (útočník) | Lotyšsko  | Dynamo Riika           | Sudbury Wolves, OHL                  |
| 38 | Maxim Šuvalov (obránce)       | Rusko     | Lokomotiv Jaroslavl    | Lokomotiv Jaroslavl -93              |
| 39 | Petr Straka (útočník)         | Česko     | Avangard Omsk          | Rimouski Océanic, QMJHL              |
| 40 | Radko Gudas (obránce)         | Česko     | Spartak Moskva         | Everett Silvertips, WHL              |
| 41 | Vladimir Tkačev (útočník)     | Rusko     | Ak Bars Kazaň          | Ak Bars Kazaň -93                    |
| 42 | Oleg Misjul (obránce)         | Rusko     | Lokomotiv Jaroslavl    | Lokomotiv Jaroslavl -93              |
| 43 | David Rundblad (obránce)      | Švédsko   | HK Atlant              | Skellefteå AIK, Elitserien           |
| 44 | Dmitrij Michajlov (útočník)   | Rusko     | Metallurg Magnitogorsk | Metallurg Magnitogorsk -93           |
| 45 | Martin Lundberg (útočník)     | Švédsko   | SKA Pietari            | Skellefteå AIK, Elitserien           |
| 46 | Jakob Silfverberg (útočník)   | Švédsko   | TsSKA Moskva           | Brynäs IF, Elitserien                |
| 47 | Kirill Djakov (obránce)       | Rusko     | Jugra Chanty-Mansijsk  | Lokomotiv Jaroslavl -93              |
| 48 | Bohumil Jank (obránce)        | Česko     | HK Budivelnik          | HC Mountfield, Česká Extraliga       |

### 3. kolo
| #  | Hráč                           | Stát      | Tým KChL               | Amatérský tým                         |
| -- | ------------------------------ | --------- | ---------------------- | ------------------------------------- |
| 49 | Mika Partanen (útočník)        | Finsko    | Metallurg Novokuzněck  | HIFK, A-nuorten SM-liiga              |
| 50 | Vladislav Šalimov (útočník)    | Rusko     | Viťjaz Čechov          | Viťjaz Čechov -93                     |
| 51 | Ilja Nekolenko (obránce)       | Rusko     | Amur Chabarovsk        | MHK Krylja Sovetov                    |
| 52 | Danil Faizullin (obránce)      | Rusko     | Neftehimik Nižnekamsk  | Ak Bars Kazaň -93                     |
| 53 | Sergej Šestakov (útočník)      | Rusko     | HK Avtomobilist        | Sputnik Nižni Tagil                   |
| 54 | Tomáš Klíma (útočník)          | Slovensko | SKA Pietari            | HK Dukla Trenčín, Slovenská Extraliga |
| 55 | Alexej Skabelka (útočník)      | Bělorusko | Dynamo Minsk           | HK Gomel, Ekstraliga                  |
| 56 | Adam Nagy (brankář)            | Slovensko | Severstal Čerepovec    | HK Dukla Trenčín, Slovenská Extraliga |
| 57 | Leonid Belenkij (obránce)      | Rusko     | TsSKA Moskva           | Viťjaz Čechov -93                     |
| 58 | Timofej Tankejev (obránce)     | Rusko     | Barys Astana           | St. Louis Blues Jr.                   |
| 59 | Edgars Lipsbergs (útočník)     | Lotyšsko  | Dynamo Riika           | Topeka Roadrunners, NAHL              |
| 60 | Nikita Kučerov (útočník)       | Rusko     | TsSKA Moskva           | TsSKA Moskva -93                      |
| 61 | Dmitrij Archipov (útočník)     | Rusko     | Ak Bars Kazaň          | Ak Bars Kazaň -93                     |
| 62 | Igor Levickij (útočník)        | Rusko     | HK Atlant              | Krasnaja Armija                       |
| 63 | Roman Horák (útočník)          | Česko     | Spartak Moskva         | Chilliwack Bruins, WHL                |
| 64 | Alexandr Kadejkin (útočník)    | Rusko     | HK Atlant              | Kristall Elektrostal                  |
| 65 | Bulat Bajkejev (útočník)       | Rusko     | Neftehimik Nižnekamsk  | Ak Bars Kazaň -93                     |
| 66 | Oleg Železnov (obránce)        | Rusko     | Ak Bars Kazaň          | Ak Bars Kazaň -93                     |
| 67 | Vladislav Vorobjev (útočník)   | Rusko     | Lokomotiv Jaroslavl    | Lokomotiv Jaroslavl -93               |
| 68 | Johan Sundström (útočník)      | Švédsko   | HK Budivelnik          | Frölunda HC, J20 SuperElit            |
| 69 | Ilja Šipov (útočník)           | Rusko     | OHK Dynamo             | Dynamo Moskva -93                     |
| 70 | Jaroslav Kosov (útočník)       | Rusko     | Metallurg Magnitogorsk | Metallurg Magnitogorsk -93            |
| 71 | Tomáš Voráček (obránce)        | Česko     | SKA Pietari            | HC Vítkovice, Česká Extraliga         |
| 72 | Sebastian Vjannström (útočník) | Švédsko   | Salavat Julajev Ufa    | Brynäs IF, Elitserien                 |

### 4. kolo
| #  | Hráč                                | Stát      | Tým KChL              | Amatérský tým                       |
| -- | ----------------------------------- | --------- | --------------------- | ----------------------------------- |
| 73 | Fredrik Pettersson-Venzel (brankář) | Švédsko   | Jugra Chanty-Mansijsk | Almtuna IS, Allsvenskan             |
| 74 | Tomáš Doležal (útočník)             | Česko     | HK Budivelnik         | HC Slavia Praha, Česká Extraliga    |
| 75 | Jevgenij Poltorak (útočník)         | Rusko     | Traktor Čeljabinsk    | Traktor Čeljabinsk -93              |
| 76 | Vladimir Pešehonov (útočník)        | Rusko     | Spartak Moskva        | Spartak Moskva -93                  |
| 77 | Alexandr Repin (útočník)            | Rusko     | Metallurg Novokuzněck | Ak Bars Kazaň -93                   |
| 78 | Nikita Glotov (obránce)             | Rusko     | Viťjaz Čechov         | Viťjaz Čechov -93                   |
| 79 | Nikita Ignatěv (útočník)            | Rusko     | Amur Chabarovsk       | Krylja Sovetov -93                  |
| 80 | Marek Videnský (útočník)            | Slovensko | Sibir Novosibirsk     | Saskatoon Blades, WHL               |
| 81 | Denis Vasiljenkov (útočník)         | Rusko     | HK Avtomobilist       | Sputnik Nižni Tagil                 |
| 82 | Oleg Petrov (brankář)               | Rusko     | Traktor Čeljabinsk    | Traktor Čeljabinsk -93              |
| 83 | Jevgenij Leonov (obránce)           | Bělorusko | Dynamo Minsk          | HK Vitebsk, Ekstraliga              |
| 84 | Oleg Djatlov (brankář)              | Rusko     | HK Avtomobilist       | HK Avtomobilist -93                 |
| 85 | Vsevolod Kondrašov (brankář)        | Rusko     | Severstal Čerepovec   | Feniks                              |
| 86 | Pavel Mahanovskij (útočník)         | Rusko     | Avangard Omsk         | Avangard Omsk -93                   |
| 87 | Kristian Skalin (útočník)           | Rusko     | Severstal Čerepovec   | Traktor Čeljabinsk -93              |
| 88 | Olivier Roy (brankář)               | Kanada    | Barys Astana          | Cape Breton Screaming Eagles, QMJHL |
| 89 | Viktor Rask (útočník)               | Švédsko   | Dynamo Riika          | Leksands IF, J20 SuperElit          |
| 90 | Nino Niederreiter (útočník)         | Švýcarsko | Avangard Omsk         | Portland Winterhawks, WHL           |
| 91 | Andrej Kudrna (útočník)             | Slovensko | Spartak Moskva        | Red Deer Rebels, WHL                |
| 92 | Andrej Sigarev (útočník)            | Rusko     | Sibir Novosibirsk     | Sibirskie Snajpery                  |
| 93 | Vladimir Nikonov (obránce)          | Rusko     | Severstal Čerepovec   | Chimik Voskresensk -93              |
| 94 | Kamil Kamalijev (útočník)           | Rusko     | Ak Bars Kazaň         | Ak Bars Kazaň -93                   |
| 95 | Roman Josi (obránce)                | Švýcarsko | Lokomotiv Jaroslavl   | SC Bern, Nationalliga A             |
| 96 | Jegor Oseledets (útočník)           | Rusko     | TsSKA Moskva          | TsSKA Moskva -93                    |

### 5. kolo
| #   | Hráč                         | Stát      | Tým KChL                | Amatérský tým                         |
| --- | ---------------------------- | --------- | ----------------------- | ------------------------------------- |
| 97  | Mihail Naumenkov (obránce)   | Rusko     | TsSKA Moskva            | TsSKA Moskva -93                      |
| 98  | Maxim Kazakov (útočník)      | Rusko     | Avangard Omsk           | Avangard Omsk -93                     |
| 99  | Alexej Šestopalov (obránce)  | Rusko     | HK Atlant               | Krasnaja Armija                       |
| 100 | Anton Saveljev (obránce)     | Rusko     | Ak Bars Kazaň           | Ak Bars Kazaň -93                     |
| 101 | Vasili Mosin (obránce)       | Rusko     | OHK Dynamo              | Dynamo Moskva -93                     |
| 102 | Artěm Batrak (útočník)       | Rusko     | Spartak Moskva          | Spartak Moskva -93                    |
| 103 | Jevgenij Palenka (obránce)   | Rusko     | Spartak Moskva          | Spartak Moskva -93                    |
| 104 | Roman Konkov (útočník)       | Rusko     | Torpedo Nižnij Novgorod | Torpedo Nižnij Novgorod               |
| 105 | Sergej Šmelev (útočník)      | Rusko     | HK Atlant               | Bars                                  |
| 106 | Danil Bikbulatov (útočník)   | Rusko     | Metallurg Magnitogorsk  | Metallurg Magnitogorsk                |
| 107 | Oleg Jevenko (obránce)       | Bělorusko | Barys Astana            | Fargo Force, USHL                     |
| 108 | Matthias Ekholm (obránce)    | Švédsko   | Salavat Julajev Ufa     | Brynäs IF, Elitserien                 |
| 109 | Kirill Bělousov (obránce)    | Rusko     | Jugra Chanty-Mansijsk   | Traktor Čeljabinsk -93                |
| 110 | Denis Petruhno (obránce)     | Ukrajina  | HK Budivelnik           | Springfield Jr. Blues, NAHL           |
| 111 | Johan Larsson (útočník)      | Švédsko   | Metallurg Novokuzněck   | Brynäs IF, J20 SuperElit              |
| 112 | Alexandr Serdjukov (brankář) | Rusko     | Viťjaz Čechov           | Viťjaz Čechov -93                     |
| 113 | Denis Gusev (obránce)        | Rusko     | Lokomotiv Jaroslavl     | Lokomotiv Jaroslavl -93               |
| 114 | Jan Šedlovskij (útočník)     | Rusko     | Amur Chabarovsk         | Traktor Čeljabinsk -93                |
| 115 | Peter Čerešňák (obránce)     | Slovensko | Sibir Novosibirsk       | HK Dukla Trenčín, Slovenská Extraliga |
| 116 | Semjon Garšin (útočník)      | Rusko     | HK Avtomobilist         | Metallurg Magnitogorsk -93            |
| 117 | Daniel Krejčí (obránce)      | Česko     | Traktor Čeljabinsk      | HC Slavia Praha, Česká Extraliga      |
| 118 | Marek Hrivík (útočník)       | Slovensko | Barys Astana            | Moncton Wildcats, QMJHL               |
| 119 | Alexej Bazanov (útočník)     | Rusko     | Severstal Čerepovec     | Chimik Voskresensk -93                |
| 120 | Oleg Stanevič (obránce)      | Bělorusko | Torpedo Nižnij Novgorod | Himik-SKA Novopolotsk, Ekstraliga     |

### 6. kolo
| #   | Hráč                         | Stát       | Tým KChL               | Amatérský tým                       |
| --- | ---------------------------- | ---------- | ---------------------- | ----------------------------------- |
| 121 | Adam Jánošík (obránce)       | Slovensko  | Barys Astana           | Gatineau Olympiques, QMJHL          |
| 122 | Niclas Lucenius (útočník)    | Finsko     | Dynamo Riika           | Tappara, SM-liiga                   |
| 123 | Nikita Sošnikov (útočník)    | Rusko      | HK Atlant              | HK Atlant -93                       |
| 124 | Igor Fefelov (útočník)       | Rusko      | TsSKA Moskva           | TsSKA Moskva -93                    |
| 125 | Valentin Miljukov (obránce)  | Kazachstán | Avangard Omsk          | HK Kaztsink-Torpedo                 |
| 126 | Denis Blohin (útočník)       | Rusko      | Spartak Moskva         | MHK Krylja Sovetov -93              |
| 127 | Maxim Ivanov (obránce)       | Rusko      | Neftehimik Nižnekamsk  | Ak Bars Kazaň -93                   |
| 128 | Albert Janullin (obránce)    | Rusko      | Ak Bars Kazaň          | Ak Bars Kazaň -93                   |
| 129 | Mika Zibanejad (útočník)     | Švédsko    | Lokomotiv Jaroslavl    | Djurgårdens IF, J20 SuperElit       |
| 130 | Jegor Omeljaněnko (útočník)  | Rusko      | HK Atlant              | Spartak Moskva -93                  |
| 131 | Vladimir Djačenko (útočník)  | Rusko      | OHK Dynamo             | Dynamo Moskva -93                   |
| 132 | Patrik Nemeth (obránce)      | Švédsko    | Metallurg Magnitogorsk | AIK, Allsvenskan                    |
| 133 | Markus Johansson (útočník)   | Švédsko    | SKA Pietari            | Färjestads BK, Elitserien           |
| 134 | Alexej Vasilevskij (obránce) | Rusko      | Salavat Julajev Ufa    | Salavat Julajev Ufa                 |
| 135 | Anton Terentěv (obránce)     | Rusko      | Jugra Chanty-Mansijsk  | Gazovik Tjumen                      |
| 136 | Tomáš Filippi (útočník)      | Česko      | HK Budivelnik          | Bílí Tygři Liberec, Česká Extraliga |
| 137 | Daniil Metljuk (útočník)     | Rusko      | Metallurg Novokuzněck  | Lada Toljatti -93                   |
| 138 | Alexandr Kubajev (útočník)   | Rusko      | Viťjaz Čechov          | Viťjaz Čechov                       |
| 139 | Alexandr Pronin (obránce)    | Rusko      | Amur Chabarovsk        | Spartak Moskva -93                  |
| 140 | Julius Junttila (útočník)    | Finsko     | Sibir Novosibirsk      | Oulun Kärpät, A-nuorten SM-liiga    |
| 141 | Tomáš Jurčo (útočník)        | Slovensko  | HK Avtomobilist        | HC Košice, Slovenská Extraliga      |
| 142 | Nikita Gluchov (obránce)     | Rusko      | Traktor Čeljabinsk     | Traktor Čeljabinsk                  |
| 143 | Dmitrij Ževločenko (obránce) | Bělorusko  | Dynamo Minsk           | HK Keramin Minsk, Ekstraliga        |
| 144 | Alexej Šamolin (útočník)     | Rusko      | Severstal Čerepovec    | Chimik Voskresensk -93              |

### 7. kolo
| #   | Hráč                          | Stát       | Tým KChL                | Amatérský tým                                       |
| --- | ----------------------------- | ---------- | ----------------------- | --------------------------------------------------- |
| 145 | Andrej Gorjačev (obránce)     | Rusko      | Torpedo Nižnij Novgorod | Avangard Omsk                                       |
| 146 | Denis Čalcev (brankář)        | Rusko      | Barys Astana            |                                                     |
| 147 | Kristers Gudlevskis (brankář) | Lotyšsko   | Dynamo Riika            | HK Ozolnieki/Monarhs, Latvijas Atklatais cempionats |
| 148 | Nikita Mokin (obránce)        | Kazachstán | Avangard Omsk           | HK Kaztsink-Torpedo                                 |
| 149 | Anton Lander (útočník)        | Švédsko    | Spartak Moskva          | Timrå IK, Elitserien                                |
| 150 | Kirill Gordějev (útočník)     | Rusko      | Neftehimik Nižnekamsk   | Ak Bars Kazaň                                       |
| 151 | Leonid Suhoručkin (obránce)   | Rusko      | Salavat Julajev Ufa     | Salavat Julajev Ufa                                 |
| 152 | Azat Mazitov (obránce)        | Rusko      | Salavat Julajev Ufa     | Salavat Julajev Ufa                                 |
| 153 | Anton Jefremov (obránce)      | Rusko      | Neftehimik Nižnekamsk   | Neftehimik Nižnekamsk                               |
| 154 | Nikita Carenok (obránce)      | Rusko      | Ak Bars Kazaň           | TsSKA Moskva                                        |
| 155 | Jerry D'Amigo (útočník)       | USA        | Lokomotiv Jaroslavl     | Rensselaer Polytechnic Institute, NCAA              |
| 156 | Sergej Zavgorodnij (obránce)  | Rusko      | Avangard Omsk           | Avangard Omsk                                       |
| 157 | Ilja Dekalo (obránce)         | Rusko      | HK Atlant               | Avangard Omsk -93                                   |
| 158 | Vladimir Mitrochin (útočník)  | Rusko      | OHK Dynamo              | Dynamo Moskva -93                                   |
| 159 | Rasmus Rissanen (obránce)     | Finsko     | Metallurg Magnitogorsk  | Everett Silvertips, WHL                             |
| 160 | Erik Haula (útočník)          | Finsko     | SKA Pietari             | Omaha Lancers, USHL                                 |
| 161 | Valerij Poljakov (útočník)    | Rusko      | Salavat Julajev Ufa     | Salavat Julajev Ufa                                 |
| 162 | Denis Petrakov (útočník)      | Rusko      | HK Avtomobilist         | Salavat Julajev Ufa                                 |
| 163 | Daniil Jušerov (útočník)      | Rusko      | Jugra Chanty-Mansijsk   | Traktor Čeljabinsk                                  |
| 164 | Eero Elo (útočník)            | Finsko     | HK Budivelnik           | Rauman Lukko, SM-liiga                              |
| 165 | John Westin (útočník)         | Švédsko    | Metallurg Novokuzněck   | MODO Hockey, Elitserien                             |
| 166 | Konstantin Voršev (obránce)   | Rusko      | Viťjaz Čechov           | Viťjaz Čechov                                       |
| 167 | Sergej Smurnov (útočník)      | Rusko      | Amur Chabarovsk         | Amur Chabarovsk 2                                   |
| 168 | Lukáš Cingeľ (útočník)        | Slovensko  | HK Avtomobilist         | MsHK Žilina, Slovenská Extraliga                    |
| 169 | Tyler Toffoli (útočník)       | Kanada     | Traktor Čeljabinsk      | Ottawa 67's, OHL                                    |
| 170 | Jack Campbell (brankář)       | USA        | Dynamo Minsk            | Yhdysvaltain alle 18-v. MaaAmatérský tým            |
| 171 | Matěj Machovský (brankář)     | Česko      | Severstal Čerepovec     |                                                     |
| 172 | Anton Vilkov (útočník)        | Rusko      | Torpedo Nižnij Novgorod | Chimik Voskresensk                                  |
| 173 | Gennadi Sabinin (obránce)     | Rusko      | Viťjaz Čechov           | Viťjaz Čechov                                       |
| 174 | Danil Semjan (útočník)        | Rusko      | Barys Astana            |                                                     |
| 175 | Kristians Pels (útočník)      | Lotyšsko   | Dynamo Riika            | SK Riga 18, Latvijas Atklatais cempionats           |
| 176 | Sami Aittokallio (brankář)    | Finsko     | TsSKA Moskva            | Ilves, A-nuorten SM-liiga                           |
| 177 | Alexandr Lysjuk (útočník)     | Rusko      | Avangard Omsk           |                                                     |
| 178 | Oscar Lindberg (útočník)      | Švédsko    | Spartak Moskva          | Skellefteå AIK, Elitserien                          |
| 179 | Vsevolod Jalhont (obránce)    | Rusko      | Neftehimik Nižnekamsk   | Molot-Prikamje Perm                                 |
| 180 | Alexandr Pavlinič (útočník)   | Rusko      | Salavat Julajev Ufa     | Salavat Julajev Ufa                                 |
| 181 | Bulat Hammatov (útočník)      | Rusko      | Ak Bars Kazaň           | Salavat Julajev Ufa                                 |
| 182 | Maxim Hamrujev (útočník)      | Rusko      | HK Atlant               | Gazovik Tjumen                                      |
| 183 | Artěm Dasutin (útočník)       | Lotyšsko   | OHK Dynamo              | SK Riga 18, Latvijas Atklatais cempionats           |
| 184 | Jarred Tinordi (obránce)      | USA        | Metallurg Magnitogorsk  | Yhdysvaltain alle 18-v. MaaAmatérský tým            |
| 185 | Benjamin Conz (brankář)       | Švýcarsko  | SKA Pietari             | SCL Tigers, Nationalliga A                          |
| 186 | Tim Eriksson (obránce)        | Švédsko    | Salavat Julajev Ufa     | Skellefteå AIK, Elitserien                          |
| 187 | Maxim Jaškin (obránce)        | Česko      | Jugra Chanty-Mansijsk   | Vsetínská Hokejová, 2. česká hokejová liga          |
| 188 | Petr Mrázek (brankář)         | Česko      | HK Budivelnik           | Ottawa 67's, OHL                                    |